# Fplus
Fplus , также F+ (до 2018 года — Fly) — российский бренд бытовой техники.

## История

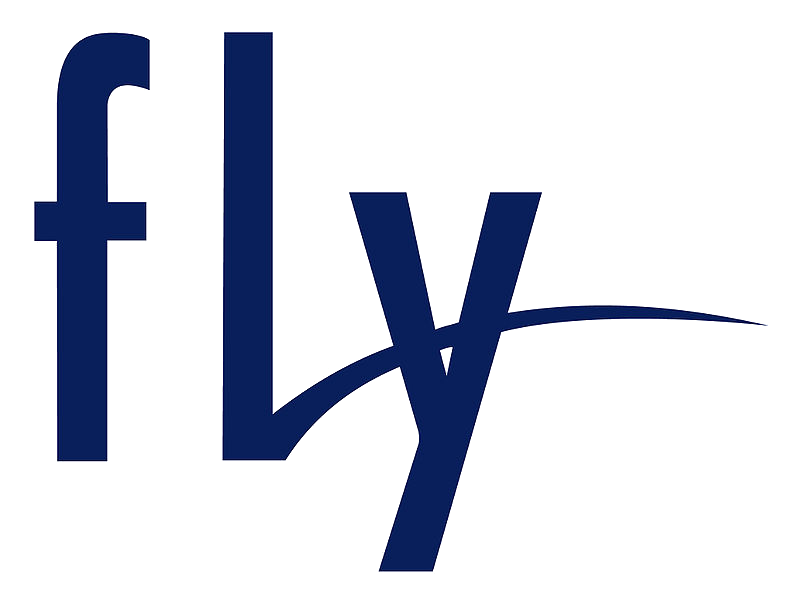
Логотип компании, применявшиеся до Августа 2018 года.

- декабрь 2002 — Meridian Group Ltd. Головной офис компании находился в Лондоне, Великобритания[1].
- июнь 2003 — представлены первые 3 модели: S288, S588 и S688[2]
- 2006 — делается акцент на 3-х элементах: стиль, технологии, функциональность[3]
- 2007 — начало сотрудничества с Opera Software, результатом которого стало появление браузера Opera на всех телефонах бренда Fly.
  - Появление первых телефонов с двумя активными сим-картами[4].
- 2008 — по результатам бренд Fly вошел в ТОП-5 мобильных брендов России, а также занял большую долю рынка на Украине и в Казахстане[2].
  - Meridian Group покупает WIZ4COM Technologies, для разработки дизайна для собственных устройств[5].
- 7 сентября 2012 — компания объявила, что отныне все мобильные телефоны Fly будут оснащены двумя SIM-картами в режиме ожидания[6].
- 15 февраля 2013 — по результатам 2012 года компания Fly впервые в России стала третьим по объёмам продаж поставщиком мобильных телефонов и смартфонов, потеснив на 4-е место южнокорейскую LG[7].
- август 2013 — в Беларуси впервые сертифицированы телефоны Fly. Первые «белые» продажи запустил мобильный оператор МТС[8].
- 20 августа 2013 — представлен новый флагман компании — Fly IQ4412 Coral, однако он поддерживает лишь одну SIM-карту, хотя ранее компания заявляла, что все их смартфоны будут поддерживать 2 SIM. В оригинале это Gionee Elife E5.
- первый квартал 2014 — Fly вышла на второе место по продажам смартфонов в России, вытеснив Apple и Nokia[9][10].
- 21 декабря 2015 года — сотовый ретейлер «Связной» продал производителя дешевых гаджетов Explay британской компании Fly за долю её акций. Главным активом, который в результате сделки перейдет к Fly, стал собственно бренд Explay. Само ЗАО «Эксплей» было закрыто. К настоящему моменту из компании уже уволена основная часть сотрудников (однако продолжала работать бухгалтерия). Для дальнейшего использования бренда его новые владельцы создавали специальное юридическое лицо. Fly расплатился за покупку со «Связным» пакетом своих акций от 20 % до 30 %. Как сделка была закрыта в течение первых шести месяцев 2016 года[11].
- Август 2019—компания Fly была переименована в F+.

## Владельцы и руководство
По словам президента и соучредителя Meridian Group Суреша Радхакришнана, среди учредителей компании — индийцы, англичане и канадцы.
Высшие исполнительные должности в компании занимают индийцы. Президентом (генеральным директором) компании является Суреш Радхакришнан (Suresh Radhakrishnan), директором по маркетингу и продажам — Раджив Тхакур (Rajiv Thakur), директором по развитию бизнеса — Пракаш Оджха (Prakash Ojha), главным исполнительным директором на Украине — Манодж Кумар Сингх.

## Производство
С момента основания и до 2008 года компания не имела своих производственных мощностей, однако в 2008 году компания приобрела R&D-центр, специализирующийся на дизайне:

Раньше мы работали с уже готовыми продуктами, мы немного меняли дизайн и кастомизацию, а также работали над локализацией. Но теперь все изменилось, не так давно наша компания купила французский R&D-центр, который раньше назывался WIZ4COM и работал со многими крупными производителями. Наш новый R&D-центр будет разрабатывать собственный дизайн аппаратов Fly. Так как это чисто европейская компания, то теперь мы в большей мере нацелены на европейский рынок.

Все телефоны Fly собираются на партнёрских заводах. Первоначально телефоны для Fly изготавливала компания Bird и VK. После того, как Bird был выкуплен фирмой Sagem, телефоны Fly стали заказывать у фирм Lenovo, Toshiba, Mitsubishi, ASUS и прочих производителей.
В настоящее время основными производителями телефонов Fly являются компании: Gionee, Lenovo Mobile Communication Technology Ltd, Inventec Corporation, TINNO Mobile, Beijing Techfaith R&D CO.,LTD., Longcheer Tel co, Techain. Обычно это уже готовые и производящиеся телефоны, которые лишь локализуются для Fly и перепродаются ею. То есть Fly не участвует в разработке.

## Wileyfox
В 2015 году компания Fly начала выпускать смартфоны под суббрендом Wileyfox. Устройства известны тем, что работают на прошивке Cyanogen OS.